# Green Valley Farms
Green Valley Farms è un census-designated place degli Stati Uniti d'America, situato nella contea di Cameron dello Stato del Texas. Fa parte dell'area metropolitana di Brownsville–Harlingen.

## Geografia fisica
Green Valley Farms è situata a 26°07′10″N 97°33′53″W (26.119582, -97.564861).
Secondo lo United States Census Bureau, ha un'area totale di 4,0 miglia quadrate (10 km²).

## Società

### Evoluzione demografica
Secondo il censimento del 2000, c'erano 720 persone, 160 nuclei familiari e 148 famiglie residenti nella città. La densità di popolazione era di 182.3, per miglio quadrato (70,4/km²). C'erano 191 unità abitative a una densità media di 48,4 per miglio quadrato (18,7/km²). La composizione etnica della città era formata dal 67,78% di bianchi, lo 0,42% di afroamericani, lo 0,69% di nativi americani, il 25,83% di altre razze, e il 5,28% di due o più etnie. Ispanici o latinos di qualunque razza erano il 96,81% della popolazione.
C'erano 160 nuclei familiari dei quali il 60,0% avevano figli di età inferiore ai 18 anni, il 71,3% erano coppie sposate conviventi, il 17,5% aveva un capofamiglia femmina senza marito, e il 7,5% erano non-famiglie. Il 5,0% di tutti i nuclei familiari erano individuali e l'1.3% aveva componenti con un'età di 65 anni o più che vivevano da soli. Il numero di componenti medio di un nucleo familiare era di 4,50 e quello di una famiglia era di 4,68.
Age distribution was il 42,6% di persone sotto i 18 anni, il 14,0% di persone dai 18 ai 24 anni, il 24,9% di persone dai 25 ai 44 anni, il 14,7% di persone dai 45 ai 64 anni, e il 3,8% di persone di 65 anni o più. L'età media era di 21 anni. Per ogni 100 femmine c'erano 105,7 maschi. Per ogni 100 femmine dai 18 anni in giù, c'erano 102,5 maschi.
Il reddito medio per nucleo familiare era di  18.393 dollari, e il reddito medio per famiglia era di 17.000 dollari. I maschi avevano un reddito medio pro capite di 13.875 dollari contro i 22.000 dollari delle femmine. Il reddito medio pro capite era di 5.612 dollari. Circa il 48,8% delle famiglie e il 56,2% della popolazione erano sotto la soglia di povertà, incluso il 72,0% di persone sotto i 18 anni e il 100,0% di persone di 65 anni o più.